# The Face at the Window (film 1913)
The Face at the Window è un cortometraggio muto del 1913 diretto da J.P. McGowan.

## Produzione
Il film fu prodotto dalla Kalem Company.

## Distribuzione
Distribuito dalla General Film Company, il film - un cortometraggio in una bobina - uscì nelle sale cinematografiche degli Stati Uniti il 26 marzo 1913.  Nel Regno Unito, fu distribuito dalla MP Sales.